# 卡皮特爾縣 (拉潘帕省)
36°37′13″S 64°17′26″W / 36.62028°S 64.29056°W
卡皮特爾縣（西班牙語：Departamento Capital），是阿根廷的縣份，位於該國中部拉潘帕省，首府設於聖羅莎，面積2,525平方公里，2010年人口105,312，該城鎮人口密度每平方公里41.7人。